# Der Todesreigen
Der Todesreigen er en tysk stumfilm fra 1922 af William Karfiol.

## Medvirkende
- Johannes Riemann som Leonid Lowitsch Rumin
- Olga Tschechowa som Olga Petrowna
- Albert Steinrück som Lebedow
- Hans Adalbert Schlettow som Konstantin Chrenow
- Fritz Kampers som Leo Maximow
- Rudolf Del Zopp
- Lilly Eisenlohr